# La Capella Reial de Catalunya
La Capella Reial de Catalunya ist ein Vokalensemble Alter Musik, das vor allem auf der Iberischen Halbinsel komponierte Werke geistlicher und weltlicher Musik der Renaissance und des Barock in sein Repertoire aufnimmt. Die bis 1990 als Capella Reial benannte Gruppe wurde 1987 von Montserrat Figueras und Jordi Savall gegründet, um die musikalischen Wurzeln und kulturellen Traditionen der Iberischen Halbinsel zu erforschen und zu bewahren und dafür hispanische und verwandte europäische polyphone Vokalmusik aus der Zeit vor 1800 aufzuführen.
Die Capella Reial de Catalunya sieht sich dabei der Tradition der Capelles Reials, den Königlichen Sängerkapellen am Hofe der Krone Aragon mit Katalonien und des Königreichs Kastilien, verpflichtet. Für diese Sängerkapellen wurden viele der Kompositionen auf der Iberischen Halbinsel in der Zeit nach Jakob I. von Aragon oder Alfons X. von Kastilien über die Periode der Herrschaft von Alfons II. von Aragon, dem Prächtigen, bis zur Zeit der Spätrenaissance und des Barocks geschaffen. So hat die Capella Reial de Catalunya beispielsweise die mittelalterlichen Cantigas de Santa Maria von Alfonso X. von Kastilien in ihrem Repertoire sowie die hispanische Musik des 15. Jahrhunderts zu Zeiten Isabellas I. von Kastilien. Außerdem ist die Capella auch mit Komponisten der spanischen Renaissance sowie des katalanischen und spanischen Barock, wie mit Werken von Mateu Flecha dem Älteren, Cristóbal de Morales und Francisco Guerrero zu hören. Sie interpretiert aber auch Werke anderer europäischer Musik, so Barockwerke wie die Marienvesper von Claudio Monteverdi oder die Missa Bruxellensis von Heinrich Ignaz Franz Biber.
Die Capella unter der Leitung von Jordi Savall gibt alljährlich weltweit zahlreiche Konzerte und war bisher bei bekannten Musikfestivals wie dem Edinburgh Festival und an Operhäuesern wie Madrid, Wien oder Brüssel mit Alter Musik vertreten. Des Weiteren hat das Ensemble zahlreiche Tonaufnahmen seines Repertoires herausgegeben. Darunter befinden sich auch mehrere Aufnahmen ihrer Interpretation des Gesangs der Sibylle, einem mittelalterlichen Musikwerk mit besonderer Bedeutung für die katalanische Sprache und die iberische Halbinsel, das die Capella zusammen mit Montserrat Figueras teilweise rekonstruierte.
Die Capella hat mehrere Auszeichnungen für ihre Aufnahmen mit Montserrat Figueras und Jordi Savall erhalten, darunter einen Preis der Académie du Disque Français und einen Preis der Akademie Charles Cros, ebenfalls aus Frankreich. Seit 1990 hat die Generalitat de Catalunya, die autonome Selbstverwaltung Kataloniens, eine Schirmherrschaft über die Capella Reial de Catalunya übernommen, auch in Anerkennung des Beitrages der Capella zur Bewahrung und Verbreitung des kulturellen Erbes der Region.

## Diskographische Hinweise
- Hispania & Japan - Dialogues / La Capella Reial de Catalunya, Hespèrion XXI, Jordi Savall. Alia Vox 2011 (mit Montserrat Figueras, Ken Zuckerman, Prabhu Edouard, Masako Hirao, Hiroyuki Koinuma, Ichiro Seki, Yukio Tanaka)
- Les routes de l’esclavage 1444–1888 / La Capella Reial de Catalunya, Hespèrion XXI, Jordi Savall, Tembembe Ensamble Continuo